# Kai Detlev Sievers
Kai Detlev Sievers (* 7. Juli 1934 in Flensburg) ist ein deutscher Hochschullehrer, Kulturwissenschaftler und Volkskundler.

## Leben und Wirken
Kai Detlev Sievers studierte an der Christian-Albrechts-Universität zu Kiel zunächst Rechtswissenschaft, dann Geschichte, Volkskunde und Kunstgeschichte und promovierte dort 1961. Ab 1962 arbeitete er als wissenschaftlicher Assistent. Die Habilitation erfolgte 1968. Bis zu seinem Eintritt in den Ruhestand 1996 lehrte er (seit 1972 als Professor) in Kiel am Seminar für Europäische Ethnologie/Volkskunde und machte sich durch zahlreiche Veröffentlichungen vor allem auf dem Gebiet der Kultur- und Sozialgeschichte bzw. Volkskunde einen bekannten Namen. Viele seiner Arbeiten haben einen auf Schleswig-Holstein und Nordschleswig bezogenen regionalen Schwerpunkt.
Er ist seit 1969 Mitherausgeber der "Kieler Blätter für Volkskunde" und wirkte u. a. im Vorstand der Gesellschaft für Schleswig-Holsteinische Geschichte.

## Werke (Auswahl)
- Die Köllerpolitik und ihr Echo in der deutschen Presse 1897–1901 (= Quellen und Forschungen zur Geschichte Schleswig-Holsteins, Bd. 47). Wachholtz, Neumünster 1964 (Dissertation Universität Kiel)
- Schleswig-Holsteinische Bauernstuben. 2. Aufl. Boyens, Heide 1966.
- Volkskultur und Aufklärung im Spiegel der Schleswig-Holsteinischen Provinzialberichte (= Quellen und Forschungen zur Geschichte Schleswig-Holsteins, Bd. 58). Wachholtz, Neumünster 1970.
- (als Hrsg.): Beiträge zur ethnischen Identifikation des Bundes Deutscher Nordschleswiger (= Schriftenreihe der Akademie Sankelmark, N.F., Sonderheft). Flensburger Druckerei, Flensburg 1975.
- (als Hrsg.): Materialien zur Kulturgeschichte Kiels aus der Zeit des Zweiten Deutschen Kaiserreiches 1871–1918 (= Sonderveröffentlichungen der Gesellschaft für Kieler Stadtgeschichte, Bd. 7), Kiel 1979.
- (als Hrsg.): Die deutsche und skandinavische Amerikaauswanderung im 19. und 20. Jahrhundert. Forschungsstand, Methoden und Quellen (= Studien zur Wirtschafts- und Sozialgeschichte Schleswig-Holsteins, Bd. 3). Wachholtz, Neumünster 1981, ISBN 3-529-02903-3.
- (als Hrsg.): Eine Lebenswanderung. Vom Leben und Schaffen eines achtzigjährigen Schleswig-Holsteiners/Peter Christian Hansen (= Schriftenreihe der Gesellschaft für Flensburger Stadtgeschichte, Bd. 31). Flensburg 1982.
- Feste in Schleswig-Holstein. Ein lexikalischer Führer durch den Jahreslauf. Wachholtz, Neumünster 1984, ISBN 3-529-02672-7.
- (als Hrsg.): Friedenszeiten und Kriegsjahre im Spiegel zweier Lebenserinnerungen. Sophie und Fritz Wiechering berichten (= Beiträge zur Volkskultur in Nordwestdeutschland, Bd. 37). Coppenrath, Münster 1984, ISBN 3-88547-286-4.
- (als Hrsg.): Beiträge zur Wissenschaftsgeschichte der Volkskunde im 19. und 20. Jahrhundert (= Studien zur Volkskunde und Kulturgeschichte Schleswig-Holsteins, Bd. 26). Wachholtz, Neumünster 1991, ISBN 3-529-02475-9.
- Leben in Armut. Zeugnisse der Armutskultur aus Lübeck und Schleswig-Holstein vom Mittelalter bis ins 20. Jahrhundert. Boyens, Heide 1991, ISBN 3-8042-0528-3.
- Sozialgeschichte Schleswig-Holsteins in der Kaiserzeit 1867–1914 (= Geschichte Schleswig-Holsteins, Bd. 8, T. 2, Lfg. 1). Wachholtz, Neumünster 1991.
- (zusammen mit Karin Stukenbrock): "Christliches Wohlwollen und braver Bürgersinn". Private und öffentliche Fürsorge in Kiel und ihre Bemühungen um Lösung sozialer Probleme (= Sonderveröffentlichungen der Gesellschaft für Kieler Stadtgeschichte, Bd. 27). Wachholtz, Neumünster 1993, ISBN 3-529-02731-6.
- (zusammen mit Harm-Peer Zimmermann): Das disziplinierte Elend. Zur Geschichte der sozialen Fürsorge in schleswig-holsteinischen Städten 1542–1914 (=Studien zur Volkskunde und Kulturgeschichte Schleswig-Holsteins, Bd. 30). Wachholtz, Neumünster 1994, ISBN 3-529-02479-1.
- (als Hrsg.): Hunger und Elend in Ländern des Mare Balticum. Zum Pauperismus im Ostseeraum zwischen 1600 und 1900 (= Studien zur Volkskunde und Kulturgeschichte Schleswig-Holsteins, Bd. 38). Wachholtz, Neumünster 1998, ISBN 3-529-02487-4.
- Ländliche Wohnkultur in Schleswig-Holstein. 17.–20. Jahrhundert. Boyens, Heide 2001, ISBN 3-8042-1002-3.
- Die Parabel vom reichen Mann und armen Lazarus im Spiegel bildlicher Überlieferung. Ludwig, Kiel 2005, ISBN 978-3-937719-13-9.
- Die Familie Thomas Balthasar Sibbers in Flensburg. Ein Tagebuch aus den Jahren 1924 bis 1937 (= Kleine Reihe der Gesellschaft für Flensburger Stadtgeschichte, Bd. 35). Flensburg 2007, ISBN 978-3-925856-56-3.
- "Kraftwiedergeburt des Volkes". Joachim Kurd Niedlich und der völkische Heimatschutz. Königshausen & Neumann, Würzburg 2007, ISBN 978-3-8260-3377-3.
- (als Hrsg.): Kieler Berufe im Wandel 1869/1909 (= Sonderveröffentlichungen der Gesellschaft für Kieler Stadtgeschichte, Bd. 71). Husum Verlag, Husum 2013, ISBN 978-3-89876-645-6.
- Der Niemannsweg. Geschichte einer Straße, ihrer Menschen und Häuser in Kiel-Düsternbrook (= Sonderveröffentlichungen der Gesellschaft für Kieler Stadtgeschichte, Bd. 79). Wachholtz, Kiel 2016, ISBN 3-529-05133-0.
- Friedrich Seeßelberg und die Völkische Bewegung. Universitätsverlag Kiel, Kiel 2021, ISBN 978-3-928794-77-0.

Festschrift
- Silke Göttsch-Elten (Hrsg.): Volkskundliche Streifzüge. Festschrift für Kai Detlev Sievers zum 60. Geburtstag. Mühlau, Kiel 1994, ISBN 3-928326-05-8.